# 关广富
关广富（1931年12月—2016年4月16日），男，满族，黑龙江省穆棱市人。1947年2月参加工作，1948年加入中国共产党。曾任中共湖北省委书记、湖北省人大常委会主任。中共第十二、十三、十四届中央委员，中华人民共和国政治人物。

## 生平
关广富早年任黑龙江省穆棱县财政科科员、东北财经干部学校学员、东北人民政府粮食总局科员等职务。1949年5月湖北解放后，长期在湖北工作，历任湖北省财政厅股长、主任科员、副科长、科长、办公室副主任、地方企业财务处副处长、处长等职务。1966年9月，在文化大革命中受到冲击，被下放到五七干校校部工作组工作。
1972年12月任中国人民银行湖北省分行副行长，1978年4月任中国人民银行湖北省分行行长。1983年1月，任中共湖北省委书记。1993年5月，任湖北省人大常委会主任，1994年12月卸任中共湖北省委书记，2002年6月卸任湖北省人大常委会主任职务。
2016年4月16日19时12分，关广富因病在武汉逝世，享年85岁。遵照关广富的遗嘱和亲属意愿，丧事从简，家中不设灵堂，不接受花圈，不举行遗体送别仪式。6月20日上午，关广富的遗体在武汉火化。